# La tigre del sesso
La tigre del sesso (Ilsa, the Tigress of Siberia) è un film del 1977 diretto da Jean LaFleur.
La pellicola erotico-splatter con protagonista Dyanne Thorne nel ruolo di Ilsa è il terzo capitolo della saga, iniziata nel 1975 con Ilsa la belva delle SS. A causa dei contenuti violenti il film venne vietato ai minori di diciotto anni in vari paesi, tra cui l'Italia, la Finlandia, la Norvegia e gli Stati Uniti.

## Trama
Siberia, 1953: durante il regime comunista Ilsa lavora in un gulag, con il compito di effettuare un lavaggio del cervello a tutti quelli che non vanno d'accordo con il governo. Ma il prigioniero Yakurin è più astuto e difficile da convincere degli altri. Tuttavia Ilsa non desiste e non si arrende, promettendogli che riuscirà a spezzarlo. Alla morte di Stalin il campo viene chiuso, Ilsa e le guardie uccidono i prigionieri e scappano; Yakurin sopravvive.
Nel 1977 Yakurin è diventato l'allenatore di una squadra di pugilato sovietica, e, mentre visita per lavoro Montréal, lascia che i pugili inizino a frequentare un bordello. La proprietaria della casa chiusa è Ilsa e le sue colleghe del campo gulag sono alcune tra le prostitute. Ilsa nota Yakurin e dunque aspetta la seconda possibilità per romperlo: Yakurin vuole invece vendetta.

## Il film
Messo in secondo piano all'epoca dell'uscita e ultimamente rivalutato da riviste di genere e siti internet, il film venne considerato un sequel degno della serie di Ilsa perché tornava a occuparsi dei temi tanto cari al primo episodio: splatter, torture e scene di sesso esplicito. Come al solito le maggiori attrattive del film rimangono le scene di sangue e il fisico della bellissima Dyanne Thorne. In ultimo LaFleur non solo provvede a generare un buon film d'exploitation, ma riesce anche a generare mistero e illusioni grazie a immagini 3D ed effetti speciali miranti a ricreare l'effetto del "lavaggio del cervello". Tra le tante scene da ricordare c'è quella di un prigioniero sbranato dalla tigre siberiana di Ilsa e un altro torturato con la sedia elettrica.